# Canal de Oxford
El canal de Oxford es una vía navegable para botes estrechos, localizada en el centro del sur de Inglaterra. Con una longitud de 78 millas (125,5 km), une la ciudad de Oxford con el Canal de Coventry en Hawkesbury (justo al norte de Coventry y al sur de Bedworth) a través de Banbury y Rugby. Terminado en 1790, se conecta con el río Támesis en Oxford, y comparte con el Grand Union Canal un tramo de 5 millas (8 km) entre los pueblos de Braunston y Napton on the Hill.
El canal generalmente se divide en el Canal de Oxford del Norte (al norte de Napton, vía Rugby hasta Hawkesbury Junction cerca de Coventry) y el Canal de Oxford del Sur, al sur de Napton hasta Banbury y Oxford.
Durante unos 15 años, fue la principal arteria comercial entre las Midlands y Londres, a través de su conexión con el Támesis, hasta que el Canal Grand Union (entonces llamado Canal Grand Junction) absorbió la mayor parte del tráfico con destino a Londres después de su apertura en 1805. El Canal del Norte de Oxford (que se había rectificado en la década de 1830) siguió siendo una importante arteria comercial que transportó carbón y otras mercancías hasta la década de 1960. Sin embargo, el Canal del Sur de Oxford, más rural, se convirtió en una especie de remanso, especialmente después de la apertura del Canal Grand Junction, y se realizaron algunas propuestas para su cierre en la década de 1950. Desde el fin del transporte regular de mercancías comerciales por el canal en la década de 1960, ha adquirido un nuevo uso como recurso de ocio y se utiliza principalmente para la navegación de recreo con botes estrechos.
El Canal de Oxford atraviesa Oxfordshire, Northamptonshire y el este de Warwickshire a través de valles amplios y poco profundos y colinas ligeramente onduladas. La ruta del canal hacia el noreste y luego hacia el noroeste forma parte del anillo de Warwickshire.

## La ruta

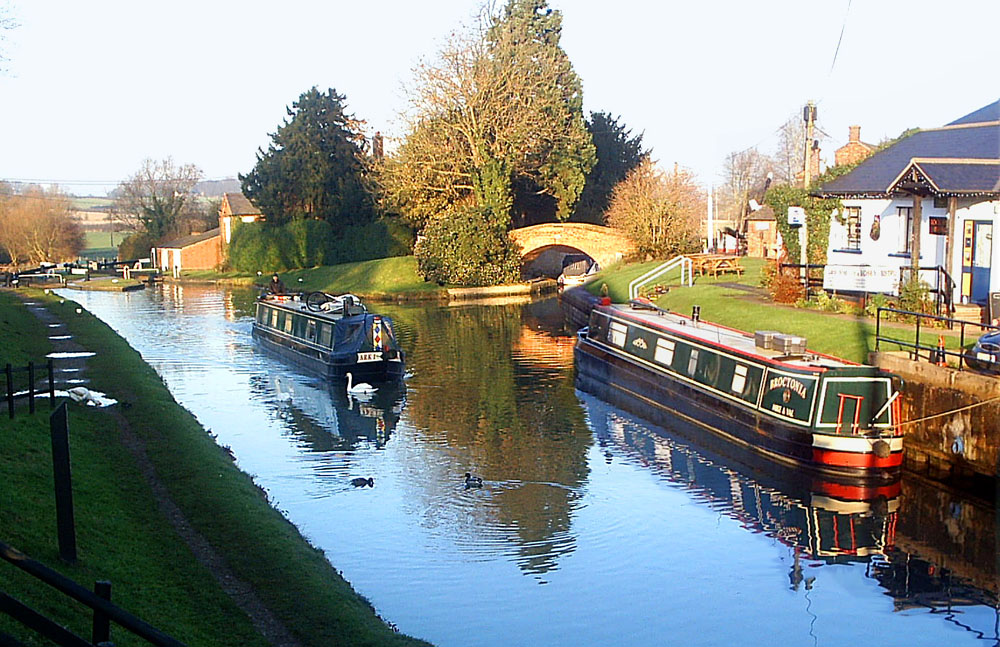
El canal y las esclusas de Hillmorton

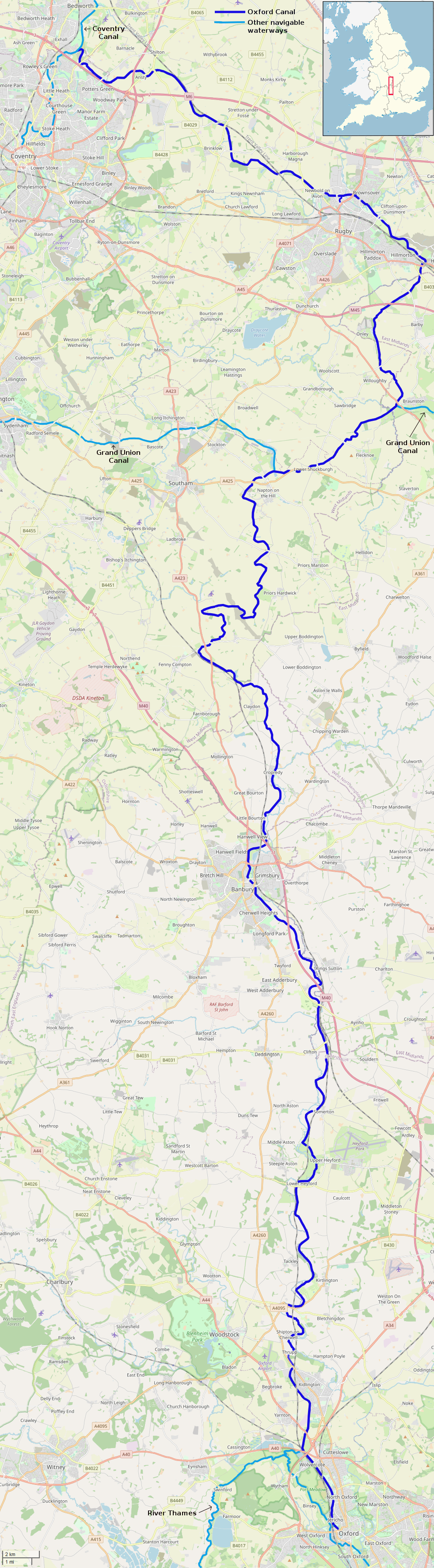
Mapa geográfico del Canal de Oxford (hacer zoom para verlo con mayor detalle)

El inicio del canal se encuentra en Warwickshire, cerca de Hawkesbury Village, en Hawkesbury Junction, un punto también conocido como Sutton Stop, donde se conecta con el Canal de Coventry, a poco más de 4 millas (unos 7 km) del centro de Coventry y a 5 millas (8 km) de Nuneaton. A una milla se encontraban el yacimiento de carbón de finales de los siglos XVIII y XIX y las instalaciones mineras de la pequeña ciudad de Bedworth. Desde Hawkesbury, discurre hacia el sureste a lo largo de 15 millas (24,1 km) a través de los campos de Warwickshire, hasta alcanzar Rugby.
La ruta entre Coventry y Rugby es nivelada, sin esclusas, con la única excepción de una esclusa de cierre. Partes del trazado de esta sección se enderezaron en la década de 1820, de manera que los restos de una ruta mucho más revirada (que se iba ciñendo a las curvas de nivel del terreno original) todavía se pueden ver en algunos lugares.
El canal atraviesa la parte norte de Rugby, y a continuación pasa por el túnel de Newbold, que cuenta con una longitud de 270 yardas (246,9 m). En el cementerio de Newbold-on-Avon se pueden ver restos de un túnel del canal anterior, construido en la década de 1770. En Hillmorton, aproximadamente a 3 millas (4,8 km) al este-sureste de la ciudad, el perfil del canal remonta tres esclusas.
Al este de Rugby, el canal pasa al suroeste y luego al sur. Cruza por debajo de la autopista M45 y atraviesa amplios campos intercalados por vistas de montículos boscosos y las pequeñas colinas de Northamptonshire y Warwickshire, para llegar a Braunston.
Al oeste del centro del pueblo de Braunston, junto a un pub, el canal converge con el Grand Union Canal, donde ambos cambian de dirección hacia el oeste-suroeste. Este último canal, 700 m al este, tiene un muelle importante, la Marina de Braunston, además de un campamento. El tramo común de los dos canales finaliza al norte de Napton-on-the-Hill, de forma que:
- El Canal de Oxford corre hacia el suroeste y luego gira hacia el sur en dirección a Oxford vía Banbury.
- El Canal Grand Union corre hacia el norte pasando los puertos deportivos, y luego gira hacia el noroeste en dirección a Birmingham vía Warwick.

Después de rodear Napton Hill, el canal asciende por el tramo de nueve esclusas de Napton hasta su punto alto , muy por debajo de la cima de la colina. Después de pasar un antiguo muelle y un pub en Fenny Compton, el canal entra en una larga trinchera que hasta algún momento del siglo XIX fue un túnel. Esta sección normalmente se conoce como "recta del túnel" o túnel de Fenny Compton.
El tramo entre las fincas de Priors Hardwick y Fenny Compton nunca fue rectificado, y es el más tortuoso de la zona, de manera que para cubrir una distancia en línea recta de 3,5 kilómetros (2,2 mi), se deben recorrer del orden de 9 km por el canal.
A continuación, el canal desciende por el tramo de esclusas de Claydon hacia el valle donde nace el río Cherwell en Cropredy, desde donde se alcanza Oxford.

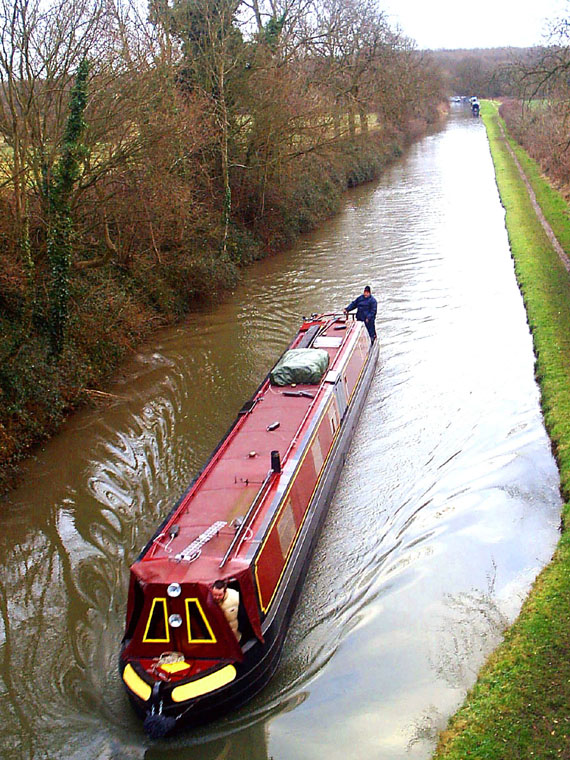
Un bote en el canal cerca de Brinklow, en el largo tramo entre Coventry y Rugby

Banbury tiene muchos amarres para visitantes junto a las zonas comerciales históricas y modernas en el centro de la ciudad. El ayuntamiento de la ciudad y el distrito de Cherwell tratan el canal como una atracción turística que hay que fomentar. Muestra de su labor es un antiguo astillero incorporado al casco urbano: el Tooley's Historic Boatyard. Aproximadamente 4 millas (6,4 km) al sur se encuentra una localidad poco poblada, Twyford Wharf, donde pueden acceder embarcaciones estrechas de hasta 60 pies (18,3 m) de eslora. Dos pueblos cercanos, King's Sutton y Adderbury (Twyford), se encuentran a 30 minutos a pie por la carretera. Ambos ofrecen varios pubs.
Dentro de la conurbación de Oxford, el final del canal tiene dos enlaces con el Támesis:
- 3 millas (5 km) al norte de la ciudad, donde el Dukes Cut conduce a la Esclusa del Rey.
- A unos cientos de metros del corazón de la ciudad, junto a la Estación de Oxford,[1] debajo de la Esclusa de Isis (conocida por los barqueros como 'Esclusa de Louse'), hasta el Canal de Sheepwash.[2] A partir de la Esclusa de Osney, los canales de la zona forman un circuito navegable alargado alrededor del Támesis, conocido como "Cuatro Ríos".

Unas 330 yardas (301,8 m) aguas abajo de la Esclusa de Isis, el Canal de Oxford termina abruptamente en el Puente de Hythe Bridge Street, cerca del actual puente de Hythe sobre Castle Mill, un remanso del río Támesis, que corre paralelo al Canal de Oxford en su parte más al sur. El canal solía continuar a través de un puente por debajo de Hythe Bridge Street hasta una cuenca de maniobra y un muelle de mercancías al sur del puente de Hythe Street. A continuación, pasaba por debajo del puente de Worcester Street, para terminar en un muelle de carbón al lado de New Road. En 1951 se rellenaron la dársena y los muelles y el Nuffield College de Oxford se hizo cargo de los terrenos liberados.
Las esclusas del canal son las siguientes:
| Número de esclusa | Nombre                                                   | Desnivel salvado       |
| ----------------- | -------------------------------------------------------- | ---------------------- |
| 1                 | Hawkesbury Lock (hacia/desde Canal de Coventry)          | 1 pies 0 plg (0,3 m)   |
| 2–7               | Hilmorton Locks                                          | 18 pies 7 plg (5,7 m)  |
| 8–16              | Napton Bottom Lock to Napton Top Lock                    | 49 pies 1 plg (15,0 m) |
| 17–21             | Claydon Top Lock to Claydon Bottom Lock                  | 30 pies 6 plg (9,3 m)  |
| 22                | Elkington's Lock                                         | 6 pies 5 plg (2 m)     |
| 23                | Varney's Lock                                            | 5 pies 10 plg (1,8 m)  |
| 24                | Broadmoor Lock                                           | 7 pies 3 plg (2,2 m)   |
| 25                | Cropredy Lock                                            | 5 pies 6 plg (1,7 m)   |
| 26                | Slat Mill Lock                                           | 8 pies 0 plg (2,4 m)   |
| 27                | Bourton Lock                                             | 6 pies 5 plg (2 m)     |
| 28                | Hardwick Lock                                            | 7 pies 6 plg (2,3 m)   |
| 29                | Banbury Lock                                             | 5 pies 10 plg (1,8 m)  |
| 30                | Grant's Lock                                             | 9 pies 6 plg (2,9 m)   |
| 31                | King's Sutton Lock                                       | 10 pies 8 plg (3,3 m)  |
| 32                | Nell Bridge Lock                                         | 8 pies 8 plg (2,6 m)   |
| 33                | Aynho Weir Lock                                          | 1 pies 0 plg (0,3 m)   |
| 34                | Somerton Deep Lock                                       | 12 pies 0 plg (3,7 m)  |
| 35                | Heyford Common Lock                                      | 7 pies 2 plg (2,2 m)   |
| 36                | Allen's Lock                                             | 5 pies 0 plg (1,5 m)   |
| 37                | Dashwood Lock                                            | 9 pies 3 plg (2,8 m)   |
| 38                | Northbrook Lock                                          | 5 pies 0 plg (1,5 m)   |
| 39                | Pigeon Lock                                              | 8 pies 4 plg (2,5 m)   |
| 40                | Baker's Lock                                             | 8 pies 6 plg (2,6 m)   |
| 41                | Shipton Weir Lock                                        | 2 pies 5 plg (0,7 m)   |
| 42                | Roundham Lock                                            | 7 pies 5 plg (2,3 m)   |
| 43                | Kidlington Green Lock                                    | 4 pies 9 plg (1,4 m)   |
| 44A               | Duke's Lock                                              | 5 pies 4 plg (1,6 m)   |
| 44B               | Duke's Lock (desde/hacia el Támesis vía Duke's Cut)      |                        |
| 45                | Wolvercote Lock                                          | 3 pies 8 plg (1,1 m)   |
| 46                | Isis Lock (desde/hacia el Támesis vía Sheepwash Channel) | 3 pies 6 plg (1,1 m)   |

El canal se eleva desde Hawkesbury Junction hasta la Esclusa de Hilmorton Top, luego hay un tramo nivelado de 6+1/2 de milla (10,5 km) hasta Braunston Junction, donde se une al Canal Grand Union. Desde Napton Junction, el canal de Oxford vuelve a subir a través de las Esclusas de Napton. Después de Napton, hay otro tramo a nivel de 10+1/2 de milla (16,9 km) hasta la esclusa de Claydon Top, desde donde el canal desciende hacia Oxford.

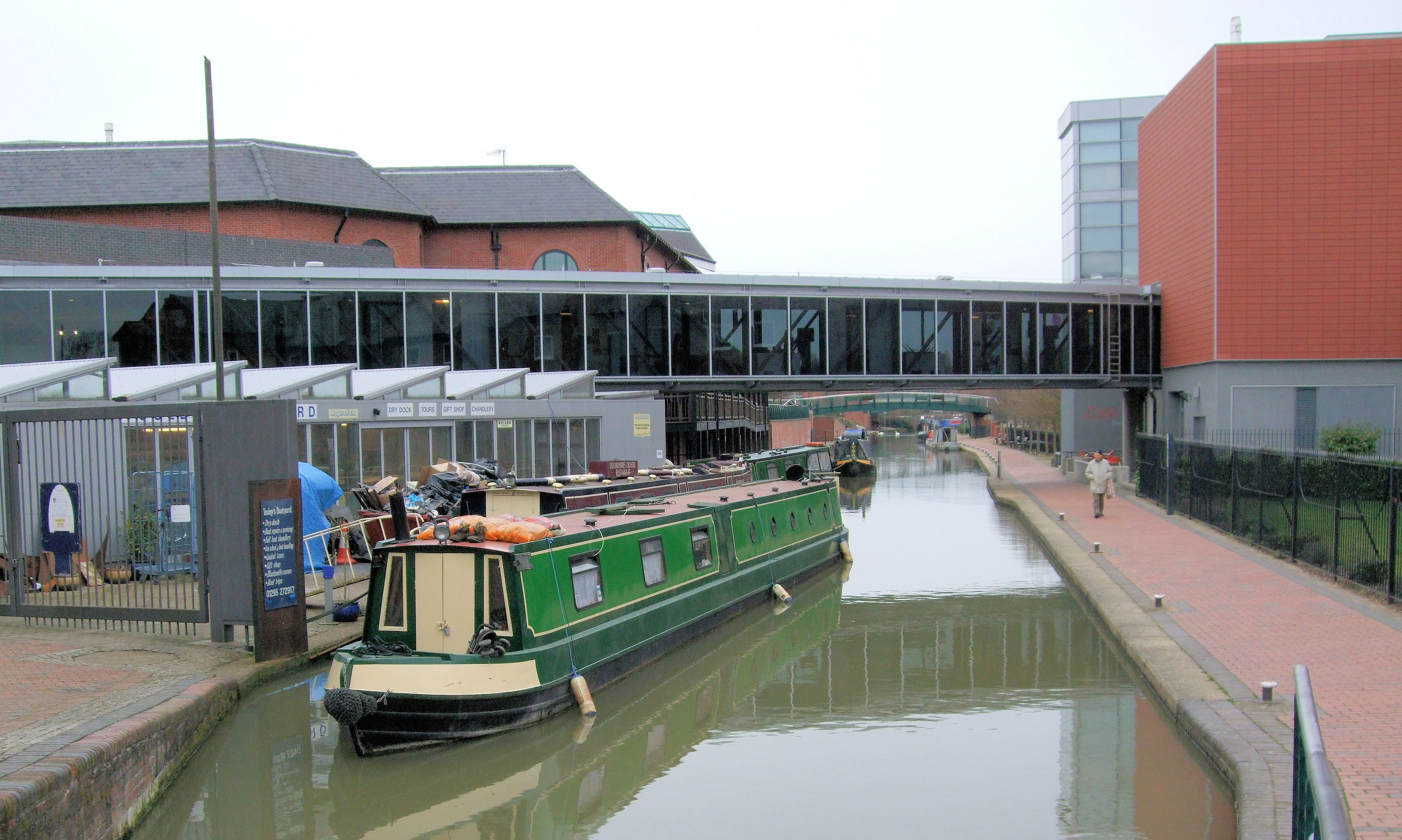
El Canal de Oxford pasa principalmente por la campiña de Oxfordshire, Northamptonshire y Warwickshire y, a menudo, se considera uno de los canales más pintorescos de Gran Bretaña. La construcción del Canal de Oxford en 1790 contribuyó al crecimiento de Banbury. La foto está tomada desde el Tooley's Boatyard de Banbury

## Historia

### Construcción
El Canal de Oxford se construyó en varias etapas durante un período de más de veinte años.
En 1769 se aprobó una Ley del Parlamento que autorizaba el Canal de Oxford, promovida por el parlamentario sir Roger Newdigate, que presidía la empresa del canal. La intención era unir la zona industrial de las Midlands con Londres a través del río Támesis. La construcción comenzó poco después cerca de Coventry. La principal motivación para la construcción del canal fue el transporte de carbón desde las Midlands a Oxford y Londres.
El levantamiento de la ruta y la construcción inicial fueron originalmente supervisados por el célebre ingeniero James Brindley, asistido por Samuel Simcock, quien también era cuñado de Brindley. Brindley murió en 1772, cuando el canal apenas había llegado a Brinklow, y Simcock se hizo cargo de la totalidad de la obra. En 1774, el canal había llegado a Napton, pero la empresa ya se estaba quedando sin dinero.
En 1775, se aprobó una segunda ley que permitió a la empresa recaudar más fondos. La construcción pronto se reanudó y en 1778 el canal había llegado a Banbury. Los problemas financieros hicieron que las obras en el tramo final de Banbury a Oxford no comenzaran hasta 1786, y cuando lo hicieron, James Barnes fue nombrado ingeniero. Como los fondos eran limitados, el tramo Banbury-Oxford se construyó a un precio menor y con estándares más bajos que el resto del canal, y se utilizaron muchas medidas de ahorro siempre que fue posible: se construyeron puentes basculantes o giratorios de madera, en lugar de puentes fijos de ladrillo más caros. Siempre que fue posible se utilizaron esclusas profundas, con compuertas simples en ambos extremos en lugar de puertas dobles. Se incorporó al canal un tramo del río Cherwell en Shipton-on-Cherwell. Esto redujo los costos de construcción, pero el comportamiento irregular del río hacía que el canal fuese más difícil de utilizar.
El canal llegó a las afueras de Oxford en 1789, cuando se abrió un muelle de descarga de carbón en Heyfield Hutt, donde ahora se halla la carretera de Hayfield. La sección final hacia el centro de Oxford se inauguró ceremonialmente el 1 de enero de 1790.
El Duke's Cut, un enlace corto desde el Canal de Oxford hasta el río Támesis, justo al norte de Oxford, fue construido en 1789 por el duque de Marlborough.
El río Swift (un afluente del río Avon) se conectaba con la ruta original del Canal de Oxford cerca de Cosford y se utilizaba como alimentador de agua para el canal. En 1785 hubo una propuesta para hacer navegable el río desde el Canal de Oxford en Cosford hasta la ciudad de Lutterworth en Leicestershire, aunque esta propuesta nunca llegó a concretarse. Sin embargo, el río Swift sigue siendo un importante alimentador del Canal Norte de Oxford, a través del ahora innavegable brazo de Brownsover, una parte del canal que fue desviada cuando se rectificó el canal.

### Uso comercial

#### Apogeo
Durante los siguientes 15 años, el Canal de Oxford se convirtió en uno de los enlaces de transporte más importantes y rentables de Gran Bretaña, y la mayor parte del tráfico comercial entre Londres y las Midlands utilizaba esta ruta. Su tráfico principal era carbón desde Warwickshire. También transportaba otros productos, como piedra para la construcción, productos agrícolas y diversas mercancías.
En 1805 se completó una ruta mucho más directa entre Londres y las Midlands, el Canal Grand Junction, que conectaba Braunston con Londres mediante un recorrido mucho menor. Gran parte del tráfico con destino a Londres cambió a esta ruta más rápida, ya que evitaba el paso del río Támesis, que todavía tenía muchos azudes para impulzar molinos hidráulicos. Esto redujo considerablemente el tráfico del Canal de Oxford al sur de Napton. Sin embargo, el tramo corto entre Braunston y Napton se convirtió en el enlace entre el Grand Union Canal y el Canal Grand Junction, convirtiéndolo en parte de la concurrida ruta directa entre Birmingham y Londres. A pesar de estos acontecimientos, el Canal de Oxford siguió siendo muy rentable durante este período, y así, de 1824 a 1826, la empresa pagó dividendos de hasta el 55% a sus accionistas.
Las compañías del canal Grand Junction y de Oxford eran rivales acérrimos. Cuando el Parlamento consideró la ley para la construcción del Canal Grand Junction, el Canal de Oxford solicitó con éxito que el Grand Junction pagara "peajes compensatorios" al Canal de Oxford para indemnizar su pérdida de tráfico al sur de Napton.
El tráfico desde Birmingham tenía que utilizar un tramo de 5 millas (8 km) del Canal de Oxford para acceder desde Braunston al Canal Grand Junction en Napton, lo que aprovechó el Canal de Oxford para cobrar elevados peajes al tráfico del Canal Grand Junction en este corto tramo.

#### Rectificación del trazado original

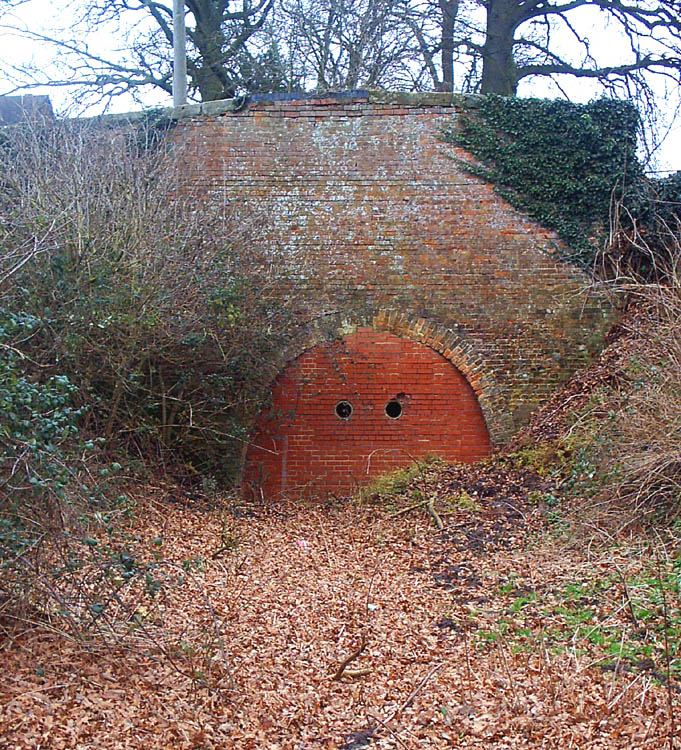
El túnel abandonado de Newbold, en el antiguo trazado del canal

El Canal de Oxford se construyó originalmente siguiendo las curvas de nivel del terreno, lo que significa que se rodeaban las colinas para minimizar las desviaciones verticales con respecto a un perfil nivelado de referencia. Sin embargo, esto significaba que en muchas ocasiones el canal debía seguir una ruta muy sinuosa y revirada. Así, aunque la distancia en línea recta entre Coventry y Napton es de solo de 16 millas (25,7 km), la distancia por la ruta original del canal era de 43 millas (69,2 km). Esta circunstancia importaba poco cuando el Canal de Oxford no tenía competencia, pero la construcción de nuevos canales con recorridos cada vez más cortos, y la amenaza latente de la red ferroviaria en pleno desarrollo, hicieron que la empresa decidiera rectificar la ruta del canal.
En 1827, Marc Isambard Brunel (padre de Isambard Kingdom Brunel) volvió a inspeccionar la sección norte del canal entre Braunston y Hawkesbury Junction, con el propósito de rectificarlo y reducir el tiempo de navegación. Al año siguiente, Charles Vignoles llevó a cabo otro estudio topográfico. Las obras de enderezamiento del canal se realizaron entre 1831 y 1834, correspondiendo en su mayor parte a la zona de Rugby, lo que permitió reducir el recorrido en 14+3/4 de milla (23,7 km). El túnel original en Newbold-on-Avon fue abandonado cuando se rectificó el canal, siendo reemplazado por uno nuevo con una alineación diferente. Todavía se puede ver la boca sur del antiguo túnel junto al cementerio de la localidad. Los tramos acortados se abandonaron o permanecieron en uso como brazos que daban servicio a algunos muelles locales. La sección al sur de Napton nunca se rectificó.

#### Lento declive
El enderezamiento del canal coincidió con el inicio de la era del transporte ferroviario, y la apertura del Ferrocarril de Londres y Birmingham en 1838, marcó el fin del dominio de los canales. Sin embargo, a pesar de la competencia ferroviaria, el volumen total de carga transportada por el canal no disminuyó inmediatamente, sino que continuó aumentando durante algún tiempo, aunque la empresa se vio obligada a reducir drásticamente sus peajes para seguir siendo competitiva, lo que supuso el fin de las grandes ganancias que se habían obtenido anteriormente. Irónicamente, los ferrocarriles proporcionaron una nueva fuente de ingresos al canal, que les pagaba para que suministraran agua a sus locomotoras en Rugby. El tráfico en el canal siguió siendo tal que las tres esclusas de Hillmorton, las primeras en el canal después de la esclusa de Hawkesbury Junction, se convirtieron en un lugar gravemente congestionado. La solución a la congestión fue duplicar o hermanar las esclusas existentes en Hillmorton, creando tres pares de dos esclusas estrechas paralelas, lo que permitió que el doble de tráfico pasara por la esclusa en cualquier momento. El trabajo para duplicar las esclusas se completó en agosto de 1840. En 1842, fueron atravesadas por casi 21.000 barcos.
En 1833, una sección de la nueva línea del canal en Barby Fields, cerca de Dunchurch, se utilizó como zona de pruebas para un nuevo barco de hierro forjado, denominado Swallow, construido por Graham y Houston. Tirado por dos caballos, el barco completó una distancia de 1,5 millas en 7 minutos y 35 segundos, a una velocidad de casi 12 millas por hora.
El tráfico en el Canal de Oxford se mantuvo razonablemente bien frente a la competencia ferroviaria en comparación con muchos otros dominios navegables, pero experimentó una disminución gradual: en 1838 se transportaron 520.000 toneladas, que disminuyeron a 482.000 toneladas en 1868. Sin embargo, los ingresos disminuyeron mucho más debido a que la empresa se vio en la necesidad de rebajar sus peajes. La recaudación, que había pasado de 18.478 libras en 1791/3 y luego aumentó a un máximo de 90.446 libras en 1827/29, caería a 26.312 libras en 1855. Sin embargo, la empresa seguía siendo rentable y podía pagar dividendos.
La sección norte del Canal de Oxford entre Coventry, Braunston y Napton siguió siendo una ruta principal importante y permaneció extremadamente ocupada con el tráfico de mercancías hasta la década de 1960. El tráfico principal era el carbón, transportado desde las minas de Warwickshire y Leicestershire hacia Londres a través del Canal Grand Union. Sin embargo, la sección sur de Napton a Oxford se vio relegada al tráfico local.

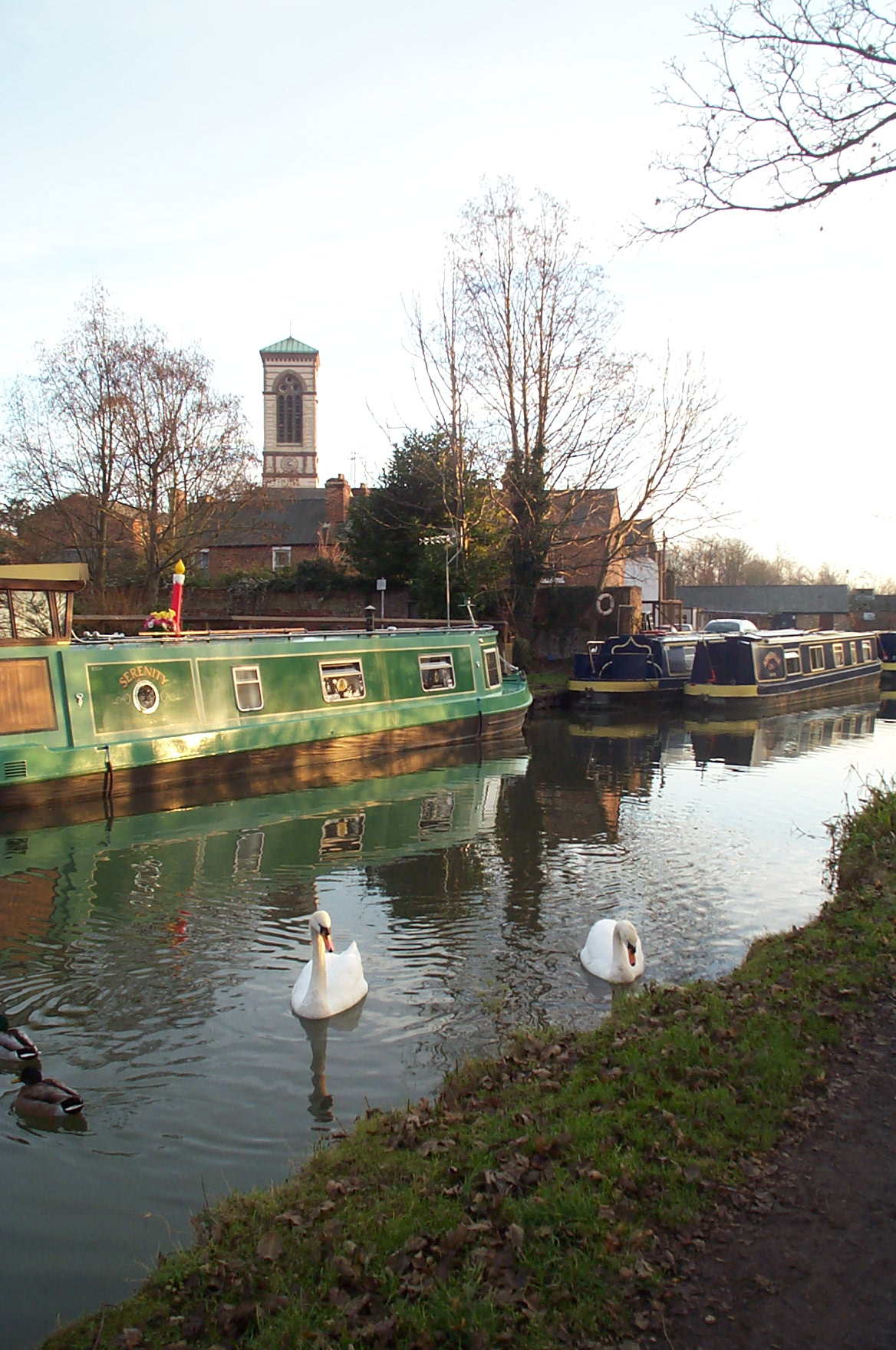
Vista desde el Canal de Oxford hacia Jericho (Oxford), con la torre campanario de la iglesia de San Barnabás al fondo

#### SigloXX
En 1934, el tramo Braunston-Napton del canal pasó a manos de la recién formada empresa Grand Union Canal, y se amplió como parte de la línea navegable principal de Londres a Birmingham que explotaba la nueva compañía.
En un intento por recaudar fondos para superar los atrasos en el mantenimiento, en 1936, la Compañía del Canal de Oxford decidió vender su dársena terminal en Oxford. En 1937, el barón Nuffield (posteriormente, vizconde Nuffield) compró la cuenca del canal en Oxford por 133.373 libras (actualmente, unas 9 155 800 £). En 1951 la rellenó y construyó el Nuffield College sobre parte del antiguo muelle de carbón. El tráfico de carbón se trasladó a otro muelle del canal situado en Juxon Street, en Jericho (Oxford). El muelle de mercancías y el resto del muelle de carbón se encuentran ahora bajo un aparcamiento público que el Nuffield College alquila al Ayuntamiento de Oxford. Por esta razón, el canal hoy termina abruptamente en el centro de Oxford.
Muchos barqueros del Canal de Oxford mantuvieron el remolque de barcazas con animales de tiro mucho después de que en los otros canales se adoptaran embarcaciones con motores diésel. En la década de 1930, solo uno de cada treinta barcos que navegaban en la sección sur del canal tenía propulsión mecánica. Una embarcación estrecha que transportaba carbón en el Canal de Oxford fue arrastrada por un mula hasta 1959, convirtiéndose en la última embarcación estrecha de carga tirada por caballos en Gran Bretaña. Este barco, de nombre Friendship, se conserva en el Museo Nacional de Vías Navegables, en el Puerto de Ellesmere.
El Canal de Oxford permaneció independiente hasta que fue nacionalizado en 1948 y pasó a formar parte del Ejecutivo de Muelles y Vías Navegables Interiores, posteriormente conocido como el British Waterways Board. Siguió siendo rentable hasta mediados de la década de 1950, pagando dividendos hasta su nacionalización. Como ocurrió con la mayor parte del sistema de estrechos canales de Gran Bretaña, sufrió una rápida disminución en el tráfico de mercancías después de la Segunda Guerra Mundial. A mediados de la década de 1950, muy pocos barcos estrechos comerciaban al sur de Napton, y la sección sur estuvo en un momento amenazada de cierre, aunque la sección norte (de Napton a Coventry) siguió siendo muy utilizada por el tráfico comercial hasta la década de 1960.

### Recuperación
Durante la década de 1960, la navegación de recreo comenzó a ganar popularidad y reemplazó a los antiguos barcos comerciales. Después de un crucero de inspección por el canal, Barbara Castle (Ministra de Transporte) rechazó una propuesta de cierre. El canal fue designado como vía de crucero según la Ley de Transporte de 1968, lo que clasificó al canal como una vía fluvial que debía mantenerse para su uso recreativo.

## Paseos junto al canal de Oxford
El camino de sirga del canal, con una extensión de 5+1/2 de milla (9 km) desde Hawkesbury Junction hasta el camino de sirga del Canal de Coventry en  Coventry, forma el conocido como Oxford Canal Walk, totalizando una longitud de 82 millas (132 km). El tramo de 10 millas (16 km) entre Oxford y Kirtlington, donde el camino de Oxfordshire se encuentra con el canal, también forma parte de la Ruta Europea Peatonal E2. El Paseo del Canal es popular entre los aficionados a las gincanas, con numerosas organizaciones dedicadas al geocaching ubicadas en el entorno del canal.